# Емі Пітц
Емі Пітц (П'єтц) (англ. Amy Pietz, нар. 6 березня 1969) — американська акторка.

## Життєпис та кар'єра
Емі Пітц народилася 1969 року в Мілвокі, штат Вісконсин (США). Її удочерили подружжя медсестри та водія. Емі навчалася професії балетного танцюриста, проте пізніше вирішила перекваліфікуватися на акторку. Закінчивши Університет Де Поля, незабаром розпочала кар'єру на телебаченні і в наступні роки з'явилася в декількох десятках телешоу і фільмів .
Пітц найбільш відома за своєю роллю в комедійному серіалі «Кароліна в Нью-Йорку», де вона знімалася з 1995 по 2000 рік. У 1999 році вона була номінована на премію Гільдії кіноакторів США за найкращу жіночу роль у комедійному серіалі за свою роль у шоу . Також Емі зіграла роль сестри героїні Дженніфер Аспен у ситкомі «Родні» у 2004—2006 роках, а у 2011 році зіграла роль матері головної героїні у серіалі «Дев'ять життів Хлої Кінг», який був закритий після одного сезону .

## Особисте життя
Пітц вийшла заміж за актора Кеннета Алана Вільямса в 1997 році в рідному Мілвокі. Пітц народила сина, коли їй було 23 роки, Бенджаміна, якого згодом віддала на усиновлення.

## Фільмографія
- 1993 — Рудін / Rudy
- 1996 — Подарунок на Різдво / Jingle All the Way
- 1995—2000 — Кароліна в Нью-Йорку / Caroline in the City
- 2000—2001 — Проклятий / Cursed
- 2004 — Десять ярдів / The Whole Ten Yards
- 2004—2006 — Родні / Rodney
- 2007—2008 — Чужі в Америці / Aliens in America
- 2009 — Ти / You
- 2010 — Пригоди мисливця на драконів / Adventures of a Teenage Dragonslayer
- 2010 — Американський тато!
- 2010 — Відчайдушні домогосподарки
- 2010 — Офіс
- 2011 — Випускний / Prom
- 2011 — Приватна практика
- 2011 — Дев'ять життів Хлої Кінг / The Nine Lives of Chloe King
- 2013 — Менталіст
- 2013 — Декстер
- 2014 — Два з половиною чоловіки
- 2014 — Як уникнути покарання за вбивство
- 2015 — Бекстром
- 2015 — Підступні покоївки
- 2016 — Чарівники
- 2017 — Ти — найгірший
- 2019 — Флеш
- 2019—2020 — Американська сімейка
- 2019 — Царство тварин
- 2020 — Матуся
- 2022 — Династія-2
- 2022 — З любов'ю, Віктор
- 2023 — Вовча зграя